# Carolina Routier Cañigueral

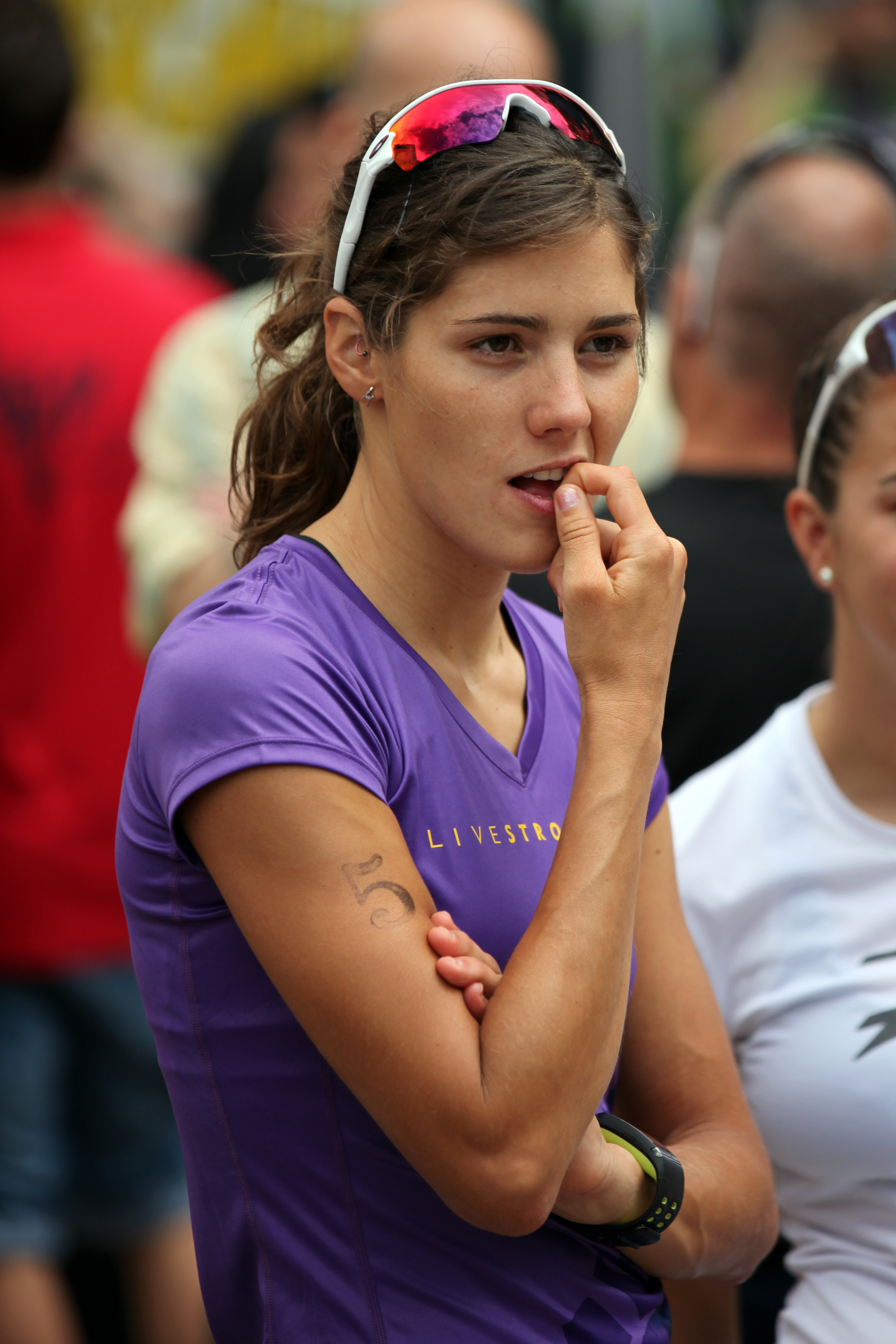
Carolina Routier després de la Copa d'Europa d'Esprint a Cremona, 2012.

Carolina Routier Cañigueral (Banyoles, 23 d'abril de 1990), també coneguda com a Carol Routier, és una triatleta professional, Campiona d'Espanya 2017.
Internacional amb la Selecció Espanyola de Triatló des del 2010. Participa en el circuit de les Series Mundial de Triatló, essent la millor espanyola d'aquest rànking durant els darrers anys.
L'any 2016 va participar en els seus primer Jocs Olímpics a Rio de Janeiro.
Routier és també membre de la Selecció Espanyola de Salvament i Socorrisme i l'any 2008 guanyà el Campionat Europeu Júnior de Salvament i Socorrisme.
En el Circuit Català de l'any 2009, va guanyar la medalla de plata.
Carolina ha estudiat el Grau de Comunicació de la Universitat Oberta de Catalunya., el Màster en Direcció en Comunicació a la Universidad Católica San Antonio de Murcia i un Curs a la UNED sobre Community Management.
Va viure a Madrid a la Residencia Joaquín Blume (Centre Espanyol d'Alt Rendiment en Triatló) durant els anys 2010, 2011 i 2012.
Carolina Routier és la parella del triatleta Olímpic Mario Mola.

## Competicions de la Unió Internacional de Triatló
Els anys 2010 i 2011, Routier va participar en 14 esdeveniments de la Unió Internacional de Triatló (ITU). En 2012, va guanyar els Campionats Iberoamericans a Xile i la Copa africana d'Esprint a Larache. Les competicions següents són triatlons i pertànyer a la categoria d'Elit.
La llista està basada en els rànquings oficials de la ITU i del perfil de l'atleta a la pàgina de la ITU.
| Data       | Competició                                         | Lloc                      | Posició |
| ---------- | -------------------------------------------------- | ------------------------- | ------- |
| 2010-04-11 | Copa d'Europa                                      | Quarteira                 | 33      |
| 2010-05-28 | FISU 10è Campionat Mundial Universitari de Triatló | València                  | 27      |
| 2010-06-27 | Premium European Cup                               | Brasschaat                | 28      |
| 2010-08-15 | Copa d'Europa                                      | Geneva                    | 22      |
| 2010-08-28 | Campionats europeus (Sub 23)                       | Vila Nova de Gaia (Porto) | 16      |
| 2010-09-26 | Pan American Cup and Iberoamerican Championships   | Guatapé                   | 10      |
| 2011-02-26 | Pan American Cup and South American Championships  | Salinas                   | 4       |
| 2011-04-03 | Copa d'Europa                                      | Antalya                   | 19      |
| 2011-04-09 | Copa d'Europa                                      | Quarteira                 | DNF     |
| 2011-05-29 | Premium European Cup                               | Brasschaat                | 29      |
| 2011-06-12 | Pan American Cup and Ibero American Championships  | Cartagena                 | DNF     |
| 2011-07-31 | Premium European Cup                               | Banyoles                  | 11      |
| 2011-08-21 | Copa d'Europa                                      | Karlovy Variar (Carlsbad) | 16      |
| 2011-10-09 | Copa del Món                                       | Huatulco                  | 31      |
| 2012-01-22 | Pan American Cup and Iberoamerican Championships   | Viña del Març             | 1       |
| 2012-03-31 | Copa d'Europa                                      | Quarteira                 | 25      |
| 2012-04-07 | Sprint Triathlon African Cup                       | Larache                   | 1       |
| 2012-04-20 | Campionats europeus (Relleu mixtos)                | Eilat                     | 5       |
| 2012-04-20 | Campionats d'Europa                                | Eilat                     | 25      |
| 2012-05-26 | Sèries Mundials de Triatló                         | Madrid                    | 52      |
| 2012-06-10 | Copa d'Europa Esprint Triatló                      | Cremona                   | 6       |
| 2012-06-17 | Copa del Món                                       | Banyoles                  | DNF     |